# Påfågelsmalva
Påfågelsmalva (Pavonia hastata) är en städsegrön halvbuske ur familjen malvaväxter från Brasilien till Bolivia, Paraguay, Uruguay och Argentina. Naturaliserad på många håll. Odlas ibland som prydnadsväxt. Arten är ej härdig i Sverige, men kan odlas som krukväxt.
Utbredd halvbuske eller  buske till 150 cm hög. Blad äggrunda till avlånga med hjärlik eller pillik bas, tandade, strävhåriga på ovansidan, håriga på undersidan, 1-6 cm långa, 1-2,5 cm breda med 3 cm långa bladskaft. Blommor ensamma i bladvecken, på skaft som är kortare än bladen. Ytterfoder nästan lika långt som fodret, hårigt. Kronblad till 1,2 cm långa, vita till rödaktigt purpur med mörk basfläck. Ståndare 12 st. De första blommorna på våren är ofta kleistogama och mycket mindre än de som kommer senare under säsongen. Blommar rikligt under sommar och höst.

## Odling
Påfågelsmalva vill ha en mycket ljus placering och klarar av full sol. Sommartid kan man ha den i rumstemperatur och vintertid helst svalare. Från vår till höst ska den vattnas rikligt. Ge näring en gång i veckan under tillväxtperioden. Vid sval förvaring vintertid behöver den inte så mycket vatten. Beskärs kraftigt under den tidiga våren för att inte tappa formen och för att ge en god blomning.

## Synonymer
- Greevesia cleisocalyx F.Mueller, 1855
- Lass hastata (Cavanilles) Kuntze, 1898
- Malache hastata (Cavanilles)  Kuntze, 1891
- Malva lecontei Buckley, 1843
- Pavonia hastata var. genuina Hassler, 1907 nom. inadmiss.
- Pavonia hastata subf. tomentosula Hassler, 1907
- Pavonia hastata var. pubescens Gürke , 1892 nom. inadmiss.
- Pavonia hastata f. longifolia Gürke, 1787
- Pavonia hastata subf. pubescens Hassl., 1907
- Pavonia jonesii Feay ex A.W.Wood, 1999
- Pavonia lecontei (Buckley) Torr. & A.Gray, 1849
- Sida bonariensis Willd. ex Spreng., 1826
- Wikimedia Commons har media som rör Påfågelsmalva.